# Eupeodes gentneri
Eupeodes gentneri är en tvåvingeart som först beskrevs av Fluke 1952.  Eupeodes gentneri ingår i släktet fältblomflugor, och familjen blomflugor. Inga underarter finns listade i Catalogue of Life.